# Haribo
Haribo-Holding GmbH & Co. KG — німецький концерн виробник солодощів.  Найвідомішим продуктом є жувальний ведмедик, винайдений Гансом Рігелем через два роки після заснування компанії в 1922 році. Окрім бренду «Haribo», компанії також належать марки Maoam та Haribo Chamallows (раніше «Dulcia»).
Штаб-квартира компанії розташована в місцині Графшафт (Рейнланд) землі Рейнланд-Пфальц, виробничий майданчик у місті Бонн та інших містах Німеччини і Європи.
Станом на 2018 рік грошовий обіг компанії сягав близько 2,8 млрд. Євро.

## Загальні відомості
Кондитер Ганс Рігель (Johann «Hans» Riegel, 1893—1945) після п'яти років роботи на фабриці по виробництву цукерок у в передмісті Бонна у 1920 році заснував власне підприємство HARIBO.
Назва фірми це акронім утворений від перших двох букв імені, прізвища та міста (Hans Riegel Bonn).
В 1922 році Ганс Рігель придумав жувальну фруктову цукерку яка мала вигляд медведика що танцює «Tanzbären». Своєрідна за формою і смачна цукерка коштувала не дорого та незабаром стала популярною.
Згодом асортимент фірми доповньовався різноманітними цукерками, що виготовлялись з фруктового желатину та локриці. Виробництво розрослось з невеликого цеху до фабрики.
В 1960 році HARIBO випустила свої найвідоміші цукерки «Золоті ведмедики» (Goldbären)– невеличкі фігурки ведмедиків розміром близько 1,5 см різних кольорів та смаків. Це солодощі на основі желатину, до складу яких входять також цукор, сироп глюкози, крохмаль, спеції, лимонна кислота, харчові барвники та інші інгредієнти.

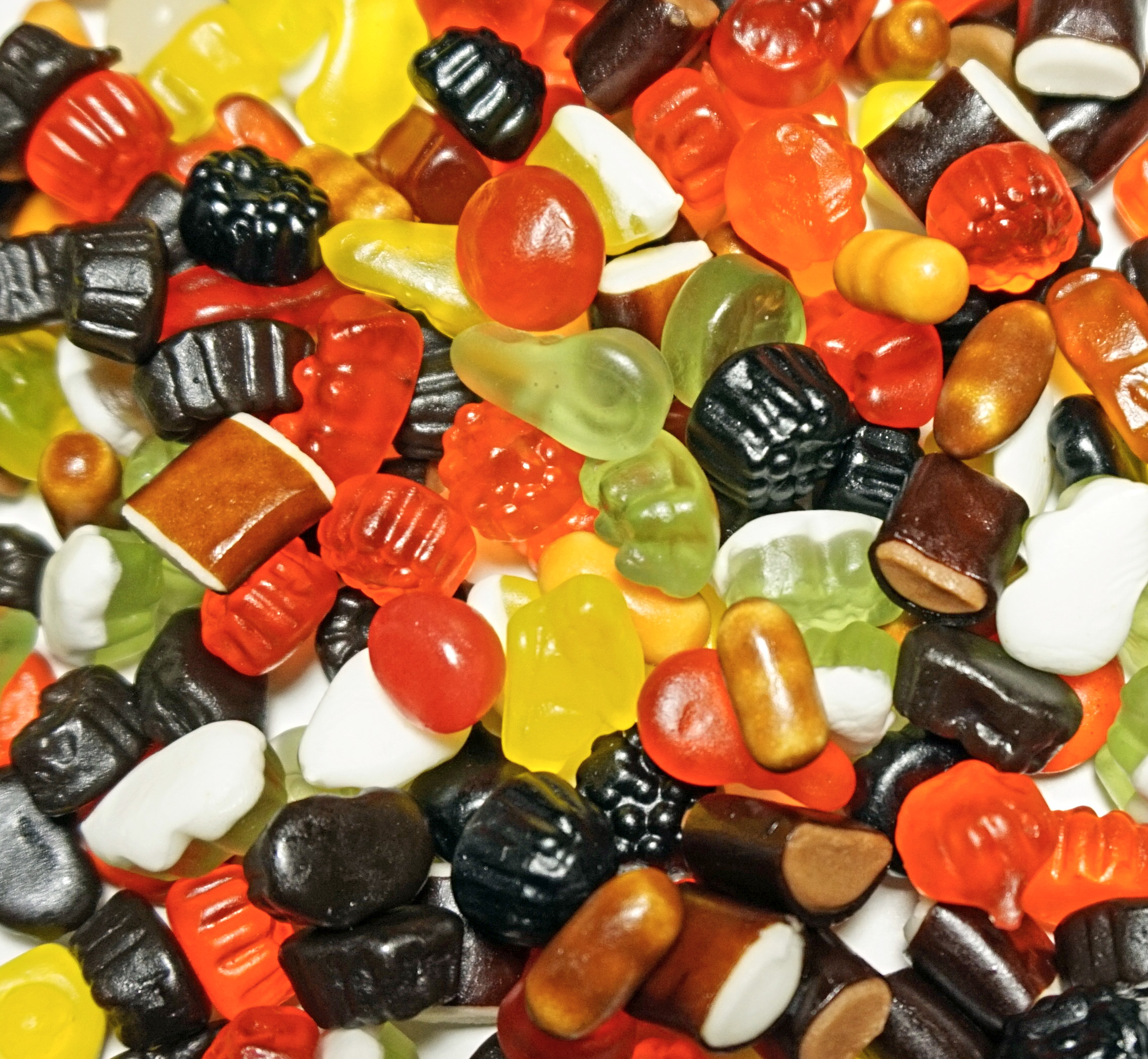
Цукерки Haribo Click Mix

В 1967 році «Золоті ведмедики» стали патентованим товарним знаком.
Починаючи з 2003 року в рамках найбільшого європейського щорічного дослідження «European Trusted Brands», HARIBO кілька разів поспіль отримував відзнаку найбільш гідного довіри кондитерського бренду Німеччини.
| Колір         | до 2007  | після 2007 |                |
| ------------- | -------- | ---------- | -------------- |
| Білий         | Ананас   | Ананас     | Goldbären 2007 |
| Жовтий        | Лимон    | Лимон      | Goldbären 2007 |
| Помаранчевий  | Апельсин | Апельсин   | Goldbären 2007 |
| Червоний      | —        | Полуниця   | Goldbären 2007 |
| Темночервоний | Малина   | Малина     | Goldbären 2007 |
| Зелений       | Полуниця | Яблуко     | Goldbären 2007 |

«Золоті ведмедики» (Goldbären)- шість кольорів та смаків